# 베가 로켓
베가(Vega)는 이탈리아 우주국과 유럽 우주국이 개발하고 이탈리아 아비오가 제작한 4단 고체연료 우주 발사체이다.

## 역사
1990년대 중반, 프랑스 아에로스파시알과 SEP는 이탈리아 Bombrini-Parodi-Delfino(BPD)와 함께, ACL(Ariane Complementary Launcher) 로켓 개발안에 대한 논의를 시작했다. 같은 시기에 이탈리아는 새로운 고체추진 위성발사체 개발을 주장하기 시작했다.
ACL(Ariane Complementary Launcher) 로켓은 아리안 보완 발사체라는 이름에서 보듯이, 아리안 5 로켓의 추력 700톤 고체연료 부스터를 기반으로 하여 추력 300톤 1단로켓을 개발했다.
Vega는 700km의 극궤도에 1500kg의 페이로드를 발사할 수 있다.
그러나 비용이 많이 드는 프로젝트여서, 이탈리아 단독으로 자금을 조달하기 어려웠다. 따라서 개발을 진행하기 위해 개발 초기부터 국제 파트너를 모았다.
1998년 개발을 시작했다.
2012년 2월 13일 프랑스령 기아나 우주 센터에서 최초 발사했다. 극궤도 700 km 고도에 1,500 kg 인공위성을 발사할 수 있다. 이탈리아가 65% 지분을 투자했다.

### 프랑스
유럽 우주국은 프랑스와 이탈리아가 주도하고 있다. 베가 로켓은 이탈리아가 시작했지만, 프랑스의 참여가 매우 중요하다.
1998년 9월까지 자금이 충분히 조달된다면 Vega는 2002년에 첫 발사를 수행할 것으로 예상되었다. 그러나 1998년 초 프랑스는 공개적으로 이 프로그램에 대한 불만을 표시하여 자금 조달에 대한 논쟁을 불러일으켰다. Vega의 새로운 고성능 버전이 제안되었지만 이는 프랑스를 충분히 만족시키지 못했다. 1999년 9월, 프랑스는 Vega 프로그램을 완전히 철회하기로 결정했고, 이로 인해 발사체의 미래가 암울해졌다.
2000년 10월, 프랑스와 이탈리아가 Vega 프로그램에 대한 1년 간의 분쟁을 해결했다. 프랑스와 이탈리아는 Vega 프로그램에 포함될 작업인 아리안 5용 올 컴포지트 P80 부스터에 각각 자금의 35%와 52%를 제공하기로 합의했다. 아리안 5는 양쪽에 하나씩 2개의 대형 고체연료 부스터를 장착하는데, 기존에는 스테인리스강으로 만들었다. 이를 합성섬유로 바꿔서 무게가 가벼워졌다.